# Tachys scutellaris
Tachys scutellaris é uma espécie de insetos coleópteros pertencente à família Carabidae.
A autoridade científica da espécie é Stephens, tendo sido descrita no ano de 1828.
Trata-se de uma espécie presente no território português.